# Зыбаловка
Зыбаловка — деревня в Жуковском районе Калужской области России. Входит в состав сельского поселения «Село Высокиничи». Название деревни может происходить от корня зыбать, зыблить — колебаться, волноваться, колыхаться — о водной глади или траве. Также зыбала — дылда, долговязый.  

## География
Стоит на берегу речки Лож, притоке реки Паж. Рядом — Каньшино, Марьино.

## История
До 1775 входило в Оболенский уезд Московской провинции Московской губернии, после относилось к  Малоярославецкому уезду Калужского наместничества, затем губернии.
В 1782 году владение Коллегии экономии синодального правления, до этого — братьев Орловых.
В 1880 году относилось к Овчининской волости.

## Население
| 2002 | 2010 |
| ---- | ---- |
| 2    | ↘0   |

## Уроженцы
- Степанов, Иван Васильевич (1908-1944) — пулемётчик, герой Советского союза[5]